# Березовський Віталій Олександрович
Березо́вський Віта́лій Олекса́ндрович (нар. 11 квітня 1984, Одеса, Українська РСР) — український футболіст, захисник польського клубу «Сандеція» (Новий Сонч).

## Життєпис

### Клубна кар'єра
Вихованець одеського футболу. Виступав за українські команди «Чорноморець-2», «Рось» та «ІгроСервіс», молдовські «Шериф» і «Тирасполь», латвійський «Вентспілс». У сезоні 2010 року виступав за брестське «Динамо» (Білорусь), де провів 20 матчів, у яких забив 3 голи. Проте через непорозуміння з головним тренером Ю. Пунтусом був змушений залишити команду. З 2011 по 2013 роки виступав за новополоцький «Нафтан». У 2013 році перейшов у кизилординський «Кайсар» (Казахстан).
Влітку 2013 року перейшов до кропивницької «Зірки».